# Voivodeni, Sălaj

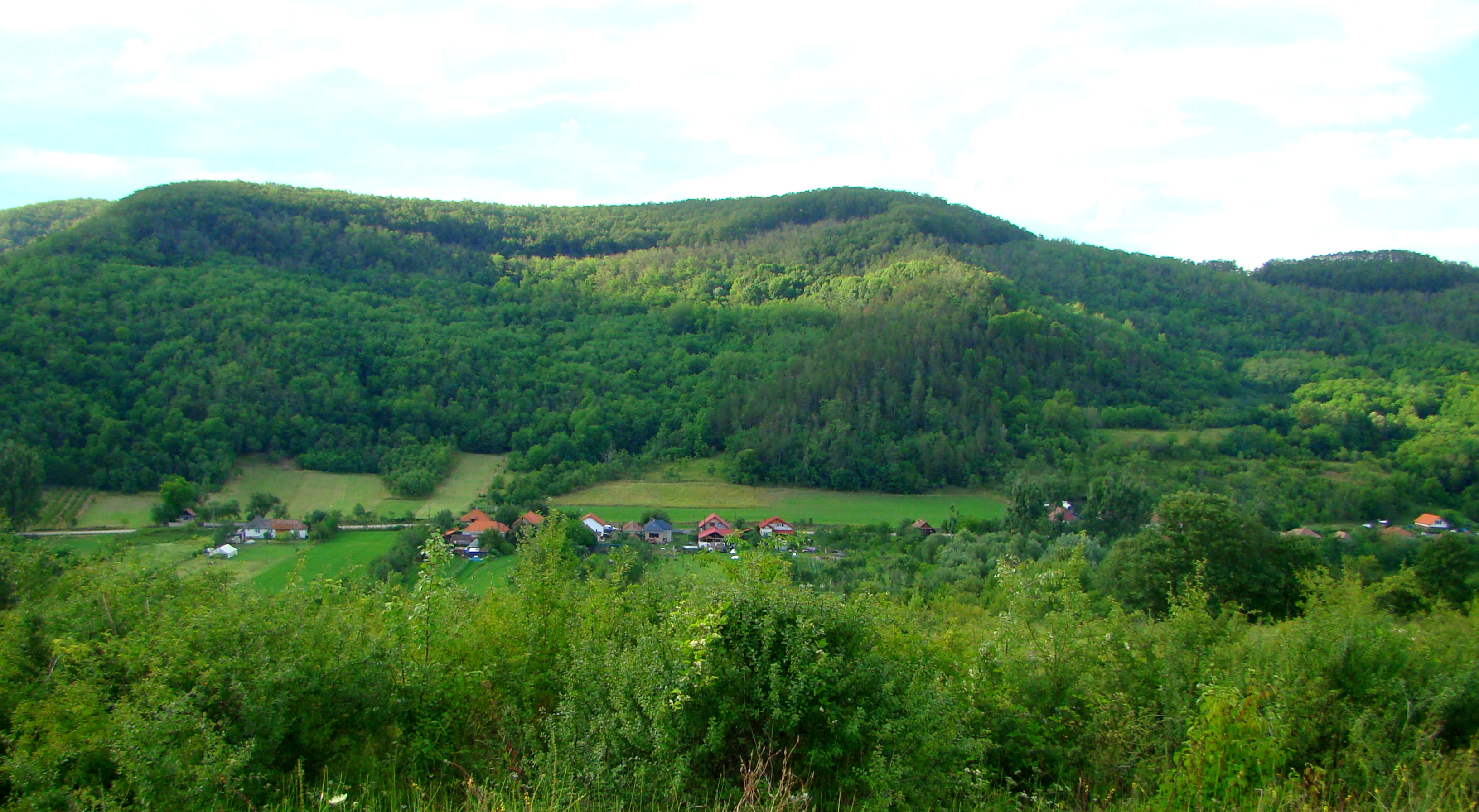
Satul Voivodeni în 2025

Voivodeni (Vajdaháza în lb. maghiară) este un sat în comuna Dragu din județul Sălaj, Transilvania, România. Satul este înconjurat de păduri. 

## Atestare documentară
- Prima atestare documentară a localității este surprinsă în  anul 1320[3], când satul apare sub numele de Woinadhaza. Alte atestări documentare apar din anii 1437 Waydahaza, 1511 Wajdahaza, 1733 Vaydahaza, 1840 Vadahaza, 1854 Vajdahaza, 1930 Voivodeni, 1966 Voivodeni.

## Scurt istoric
- Satul Voivodeni este așezat la granița din SE (sud-est) a județului Sălaj cu Județul Cluj. Acesta face parte din comuna Dragu, aceasta fiind compusă din localitățile: Dragu, Voivodeni, Adalin, Fântânele si Ugruț. Satul Voivodeni este înconjurat de păduri într-un procent de 90%. Ca vecini, satul este învecinat cu localitățile: Dragu la vest; Sărata la est; Fântânele la nord si Cătălina la SE. La S exista o localitate cu care este învecinat, dar aceasta a dispărut de pe hartă datorită faptului că locuitorii au îmbătrânit și satul a fost abandonat,  acela se numea Codoieni. Este bine de menționat că satul Voivodeni de-a lungul timpului nu a avut aceiasi pozitie geografică. Înainte de bătălia in care Voievodul Gelu a murit și odată cu venirea ungurimei satul era poziționat în NV față de poziția actuală, în groapa cu numele Rimeți.

- Conform recensământului populației României din anul 2002, localitatea avea la acea dată 420 locuitori, 197 de sex masculin și 223 de sex feminin.
- Economia satului Voivodeni este compusă în general din agricultură și cresterea animalelor, aceste activităti fiind principalele ocupații ale locuitorilor.

## Atracții turistice
- Biserica de lemn cu hramul „Sfinții Arhangheli Mihail și Gavriil”, construită în anul 1822, monument istoric. Această este construită doar din lemn și a rezistat timpului. În momentul de față se află într-o stare bună de conservare. Această biserica este foarte îndrăgită de locuitorii satului. Oamenii spun că pe vremea comunismului această biserica era pe cale să fie mutată la muzeu, dar sătenii au protestat asa încât biserica a ramas in acelasi loc. Aceasta nu este dotată cu curent electric si a rămas așa de la construcția acesteia. În această biserică se mai fac slujbe ortodoxe doar la sărbători importante cum ar fi Paștele si Floriile.

- Mănăstirea cu hramul „Schimbarea la Față". Această mănăstire este vizitată în fiecare an de sute și chiar mii de pelerini care vin la hramul mănăstiri în 6 august si la alte slujbe. Piatra de temelie a acestei mănăstiri a fost sfințită de Prea Sfintitul Episcop Petroniu, Episcopul Sălajului în anul 2002.

## Imagini

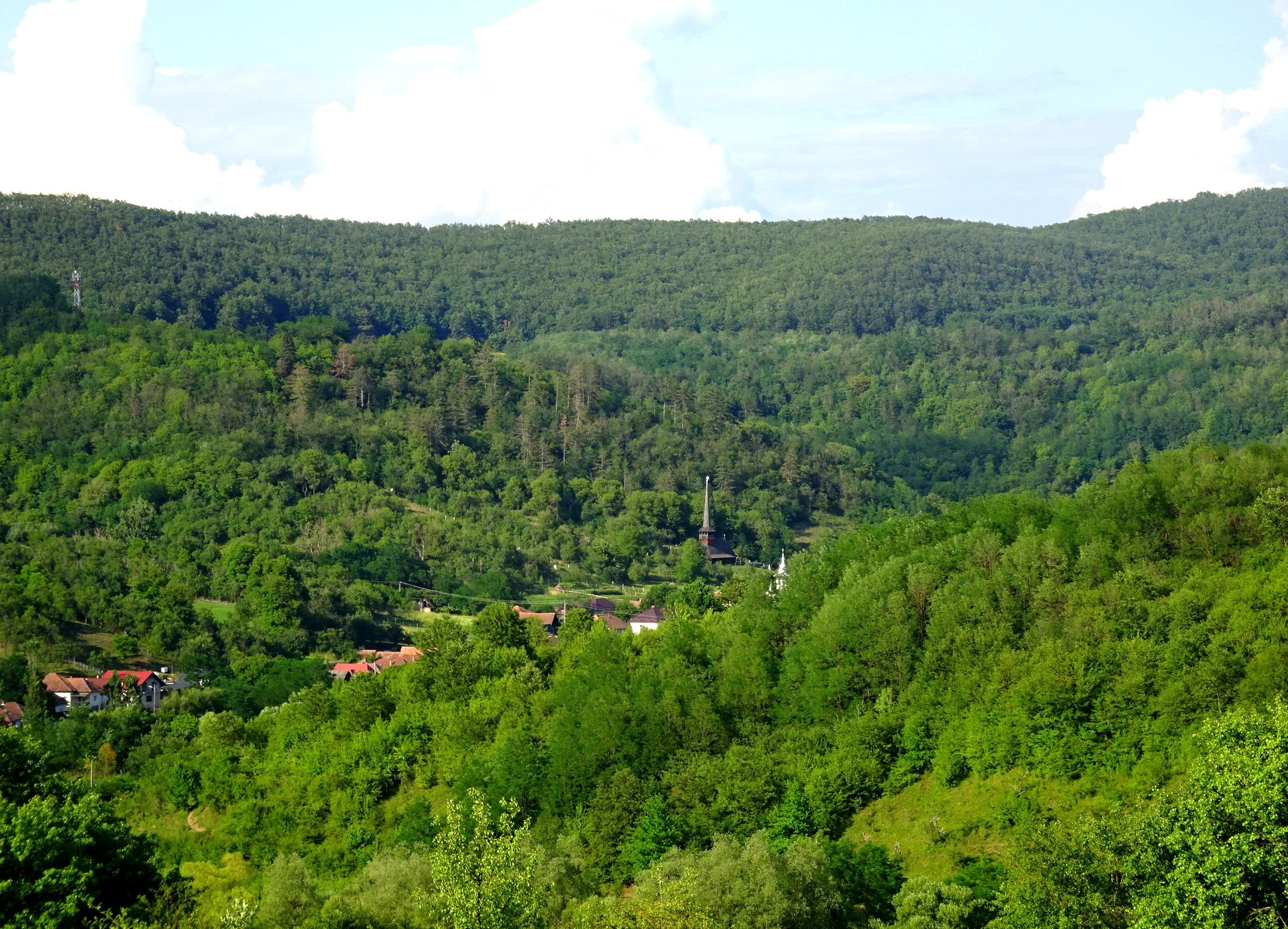
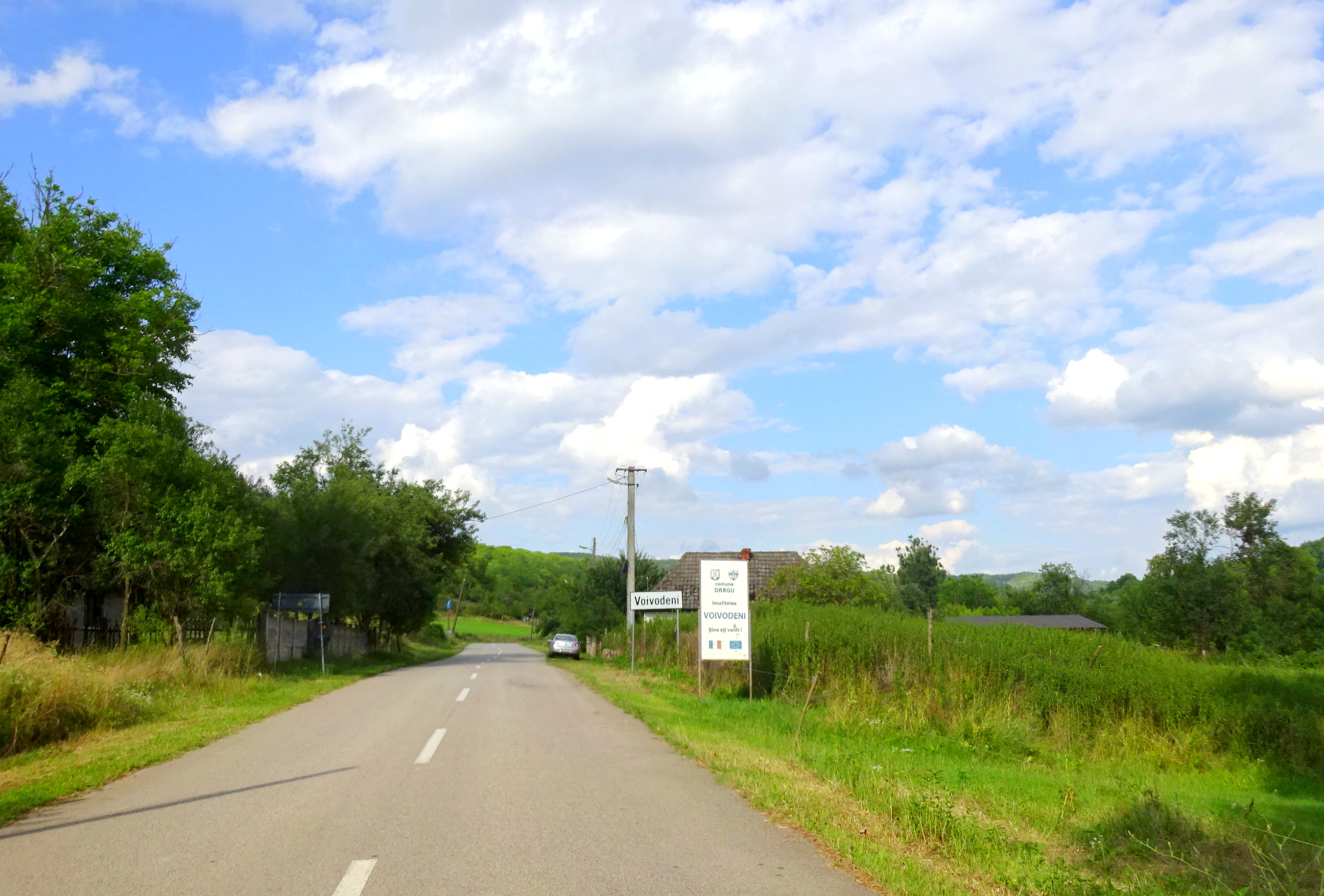
Intrarea în localitate
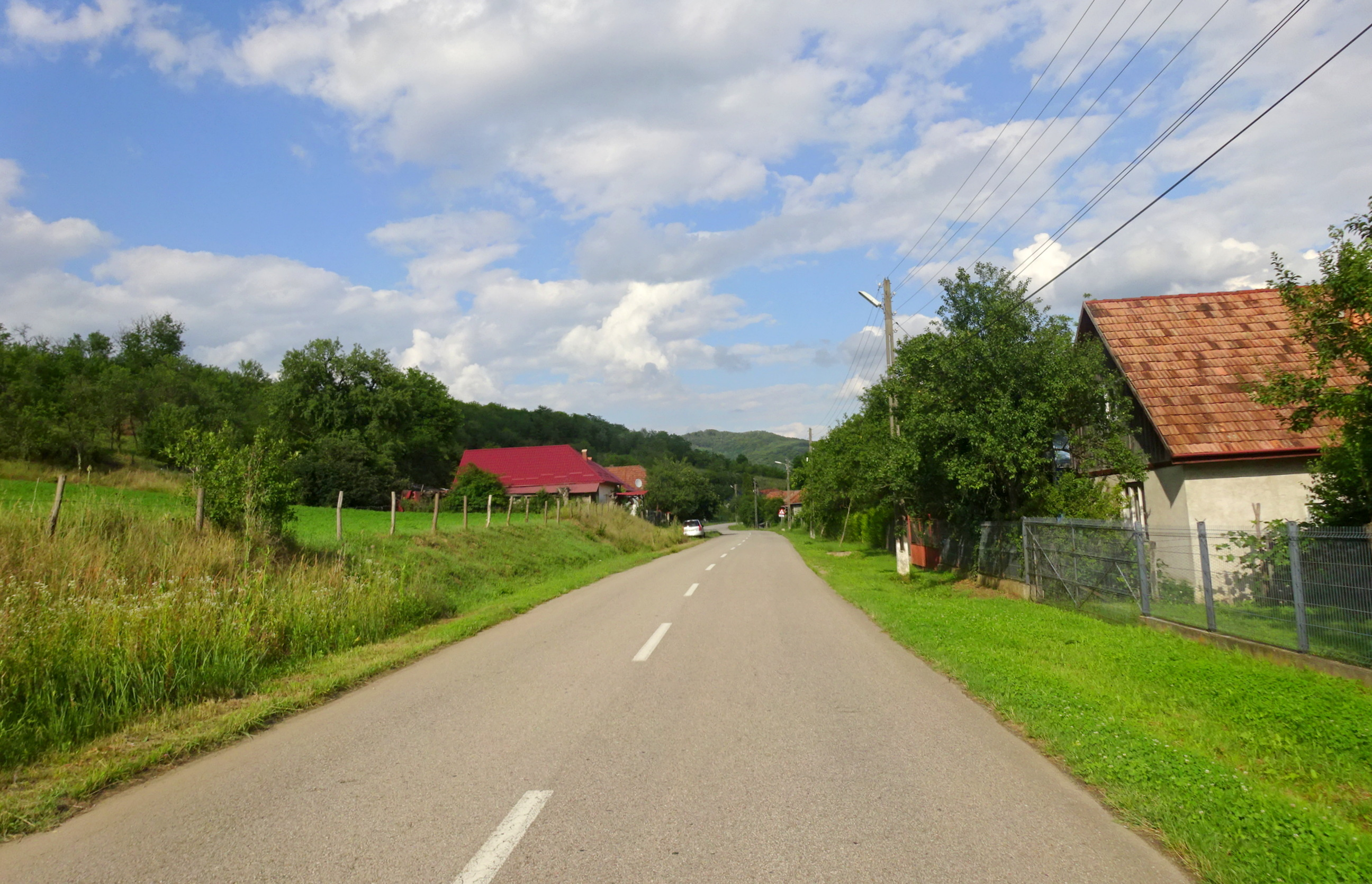
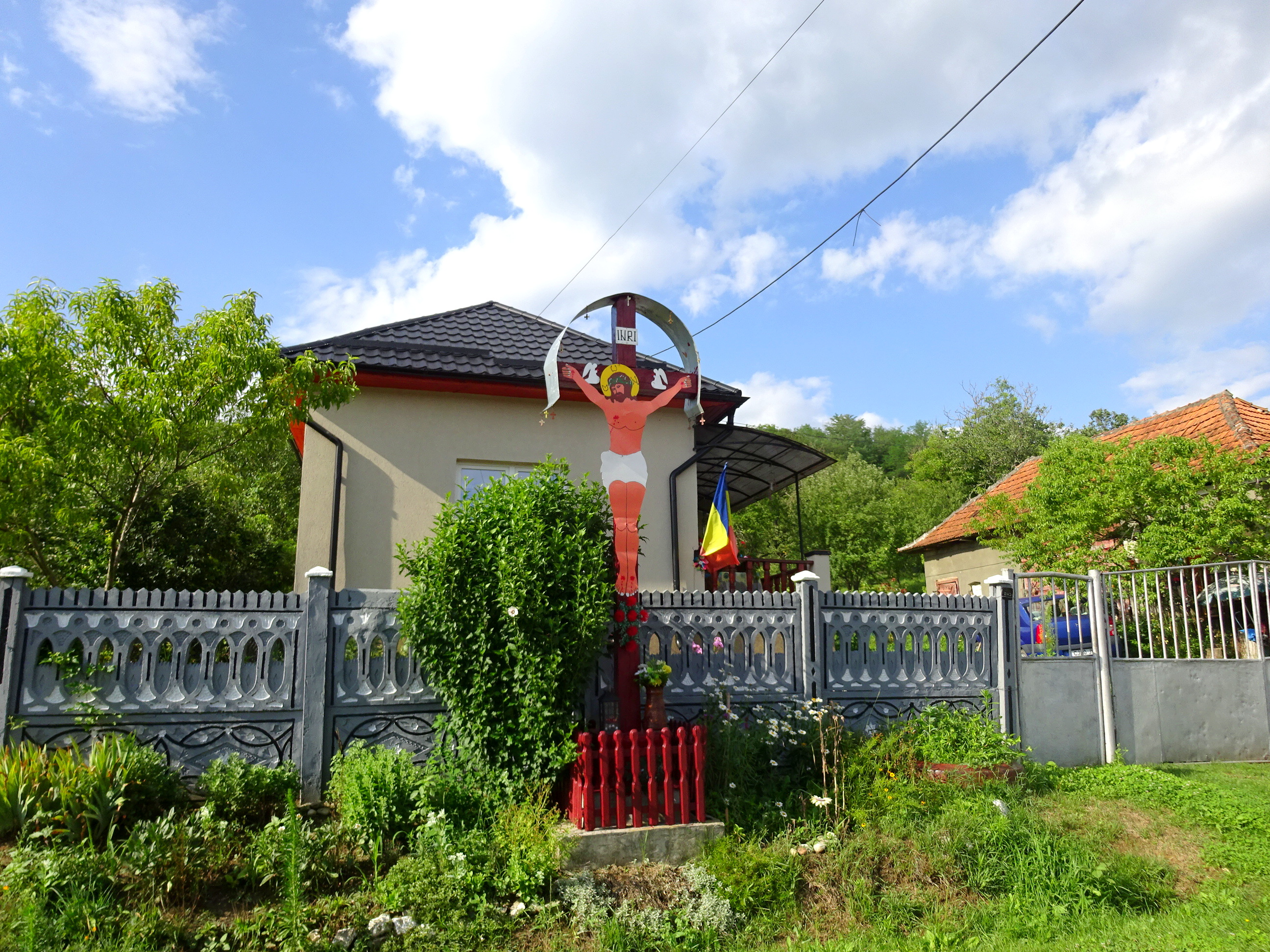
Troița
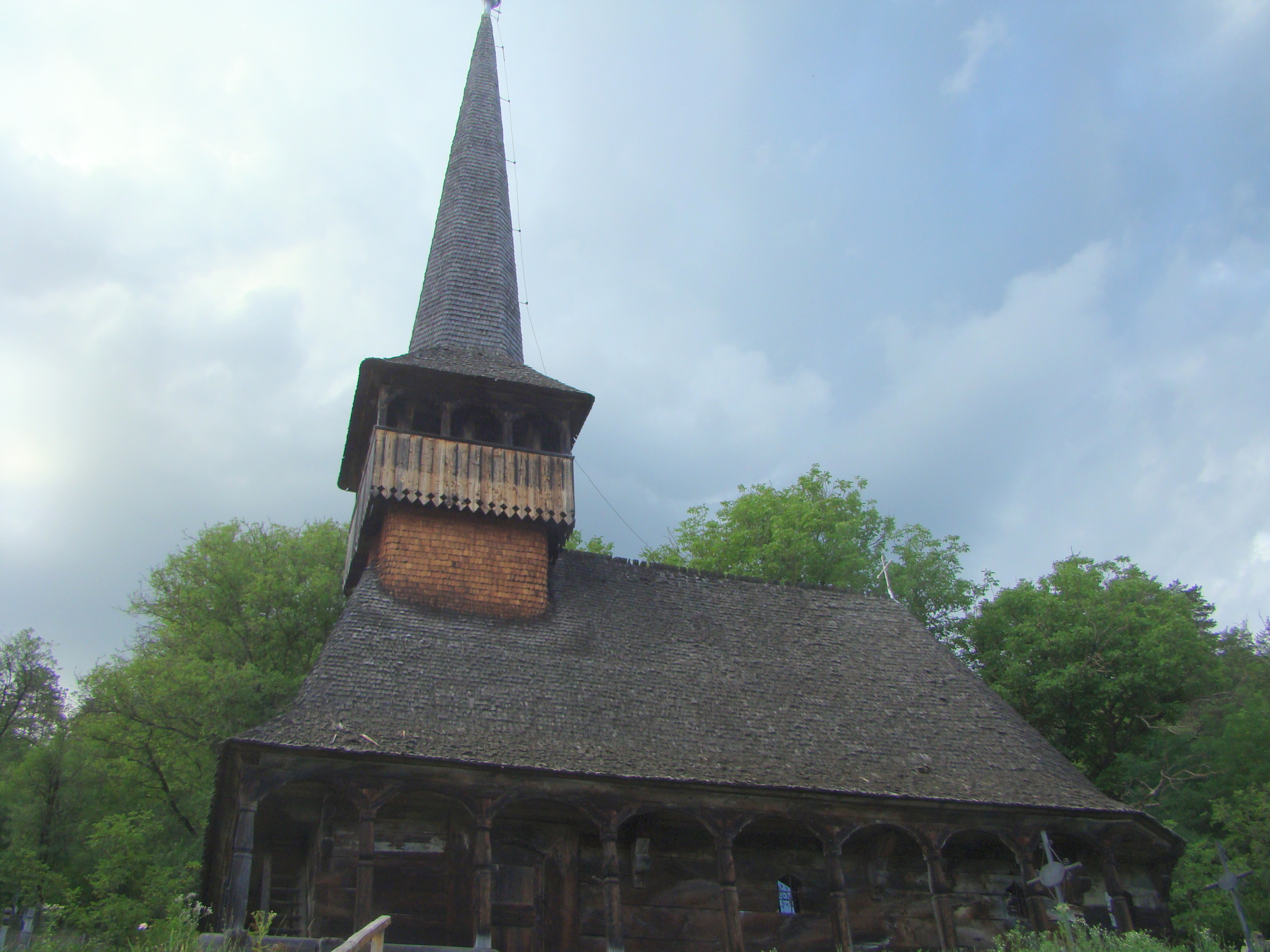
Biserica de lemn din Voivodeni  (monument istoric)
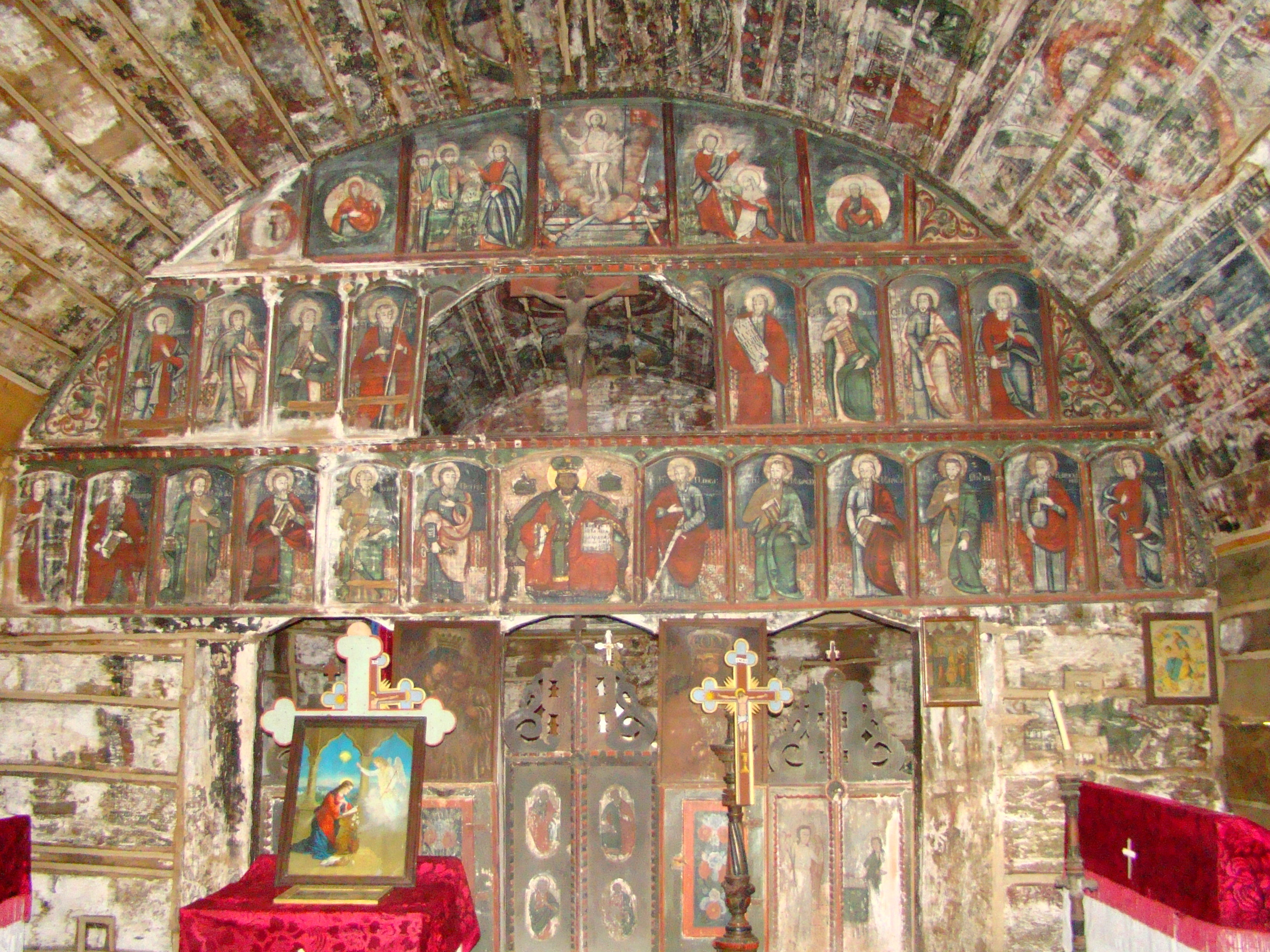
Biserica de lemn din Voivodeni  (monument istoric)
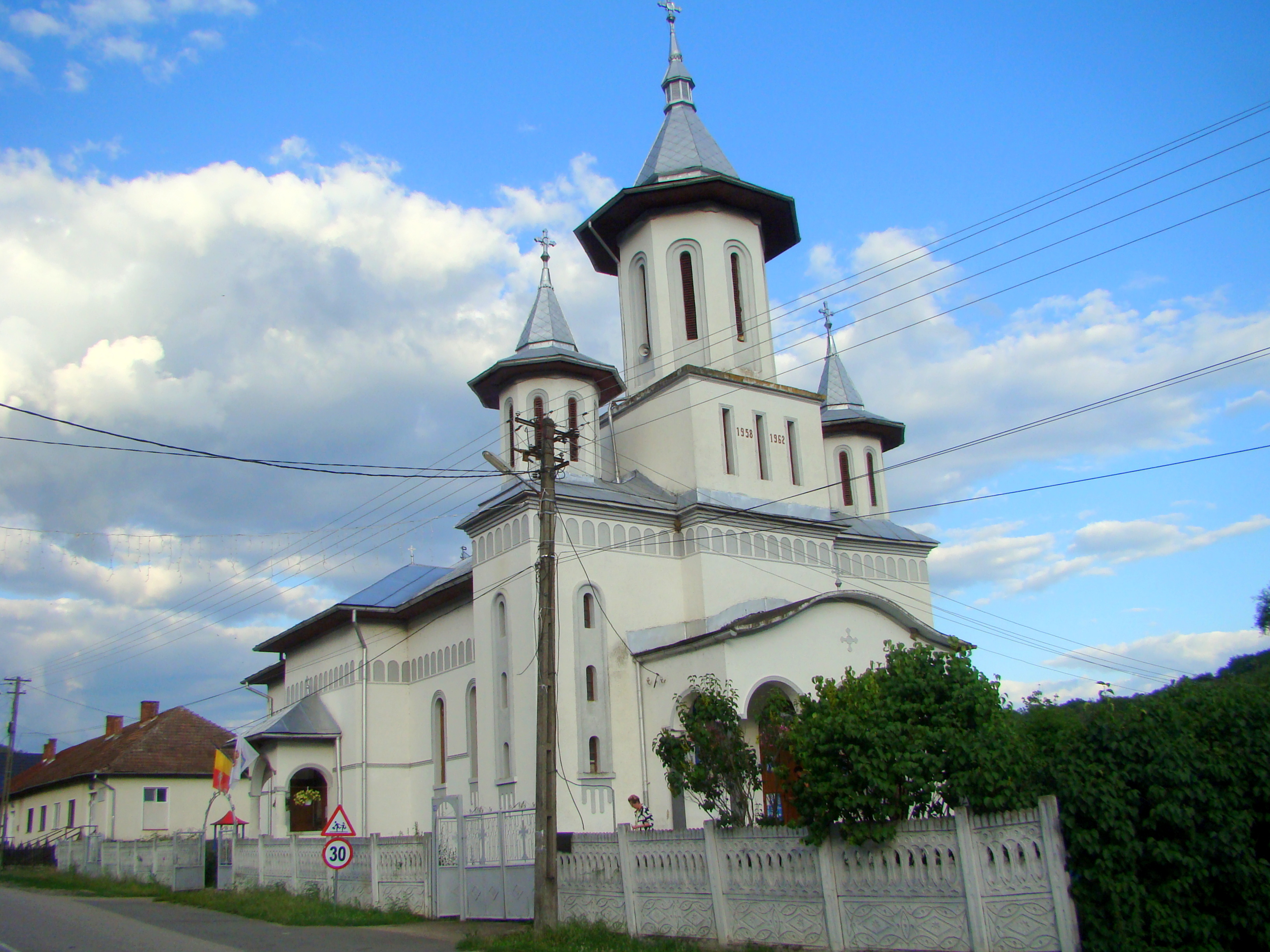
Biserica Sfinții Arhangheli din Voivodeni (1958-1962)
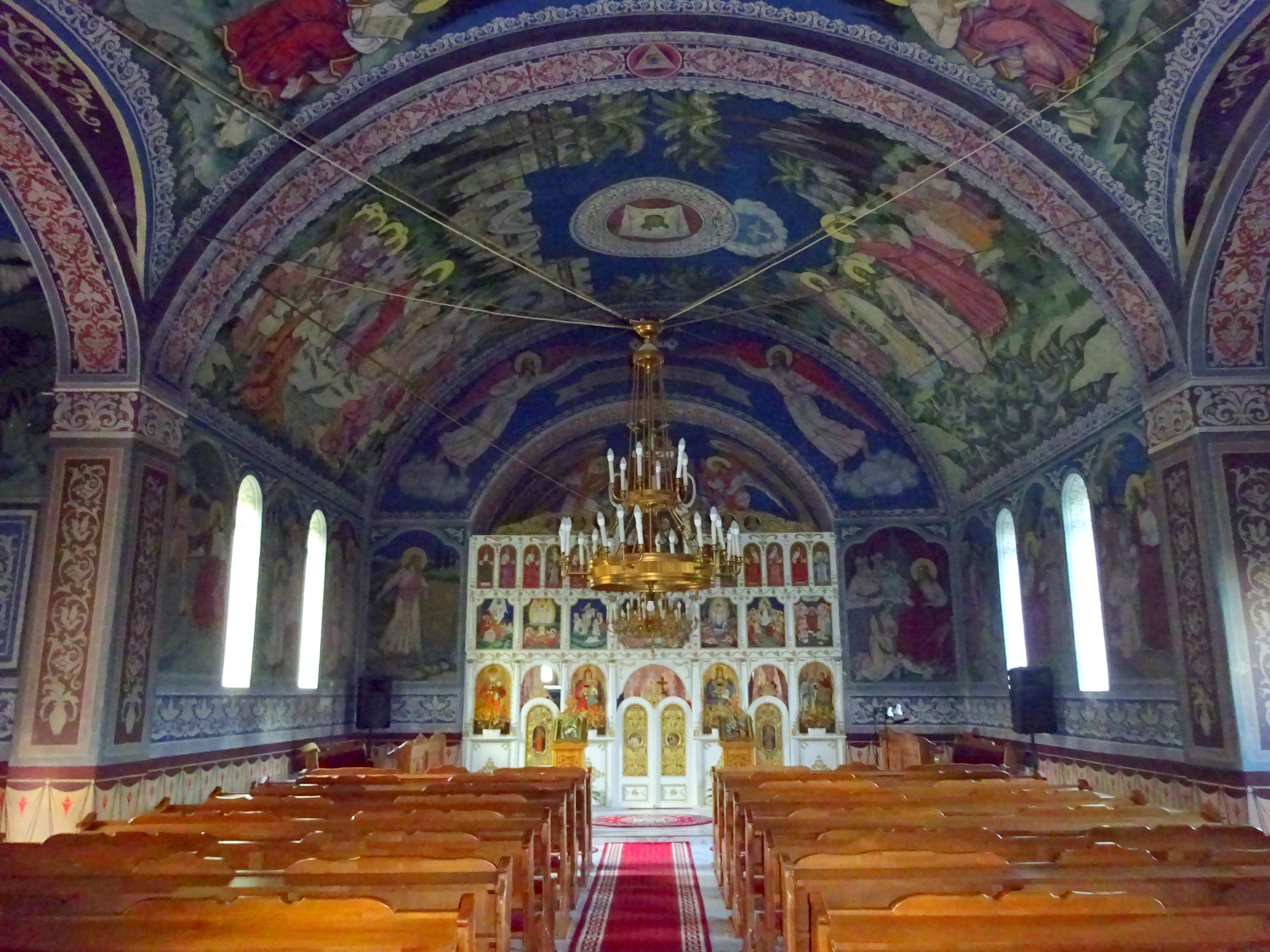
Biserica Sfinții Arhangheli din Voivodeni (1958-1962)
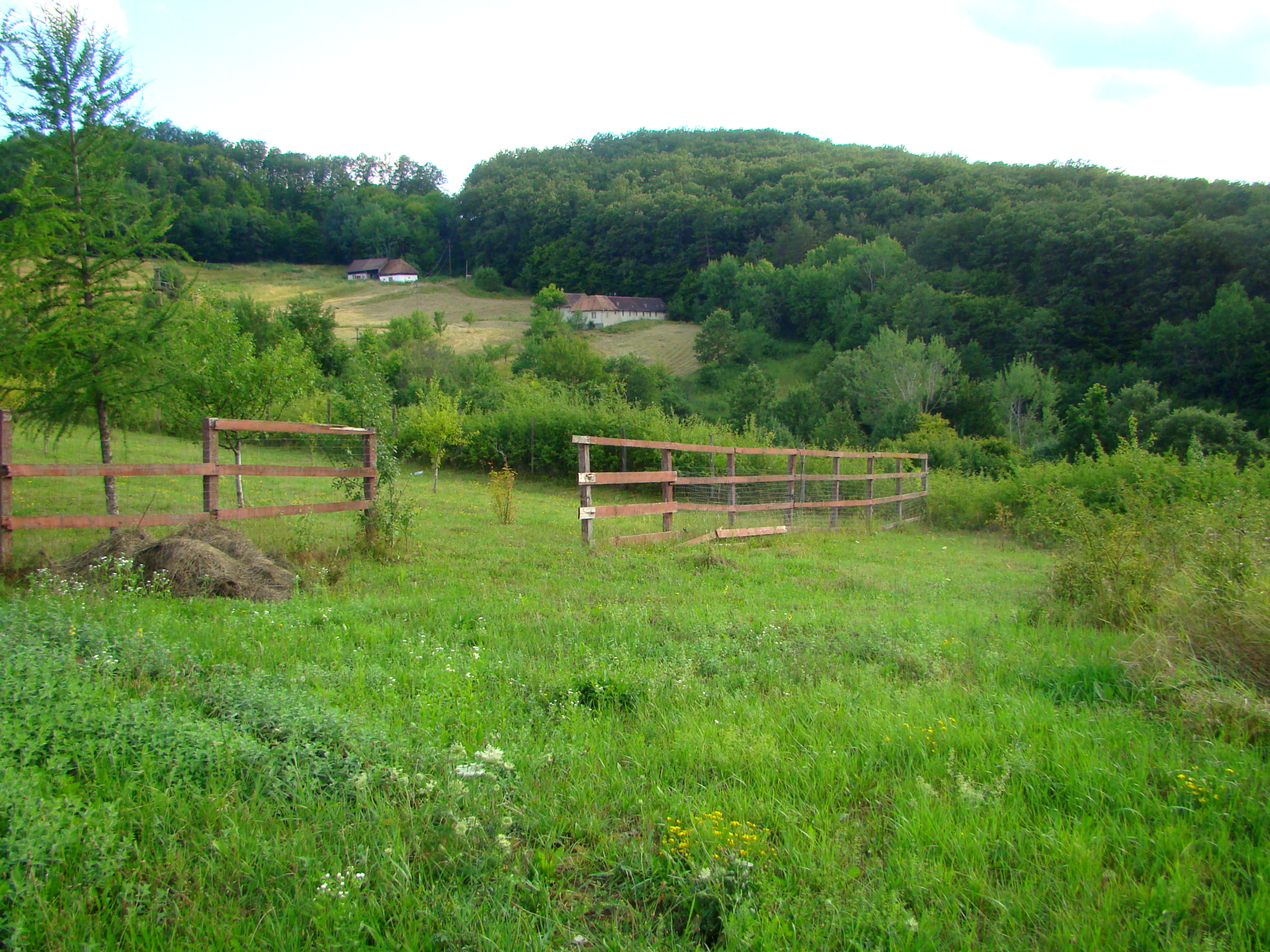
Împrejurimile mănăstirii
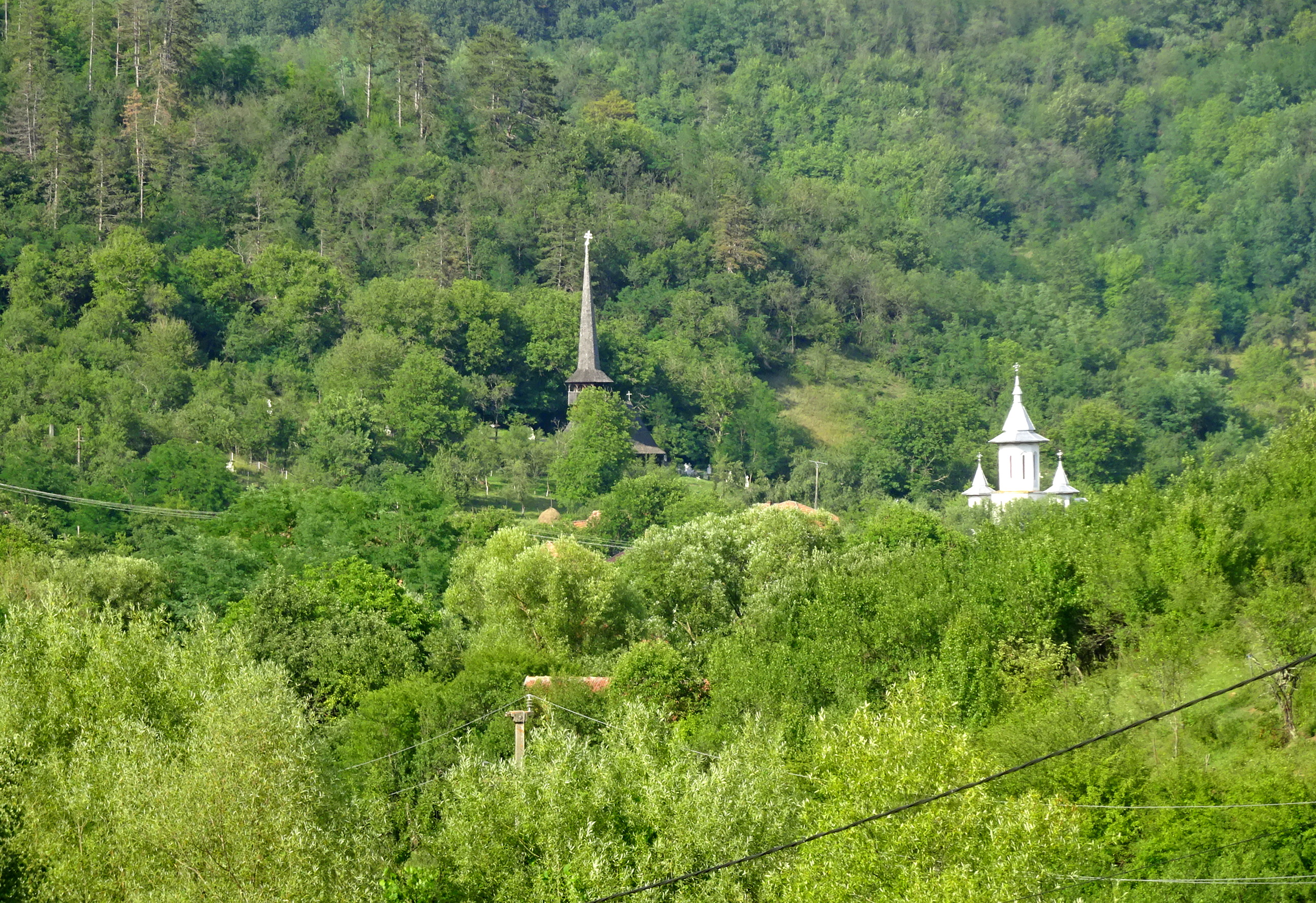
Cele două biserici
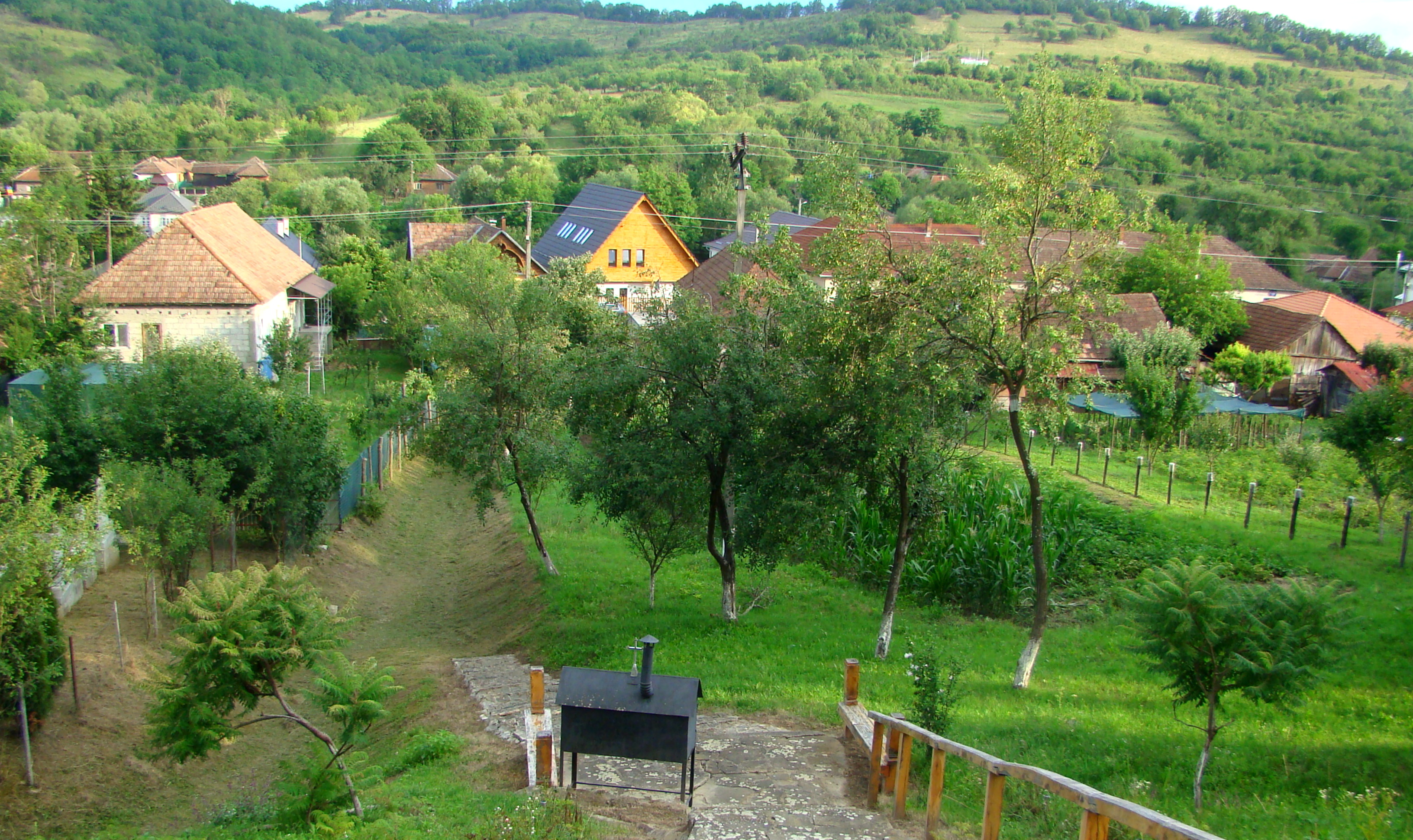
Satul văzut de lângă biserica de lemn
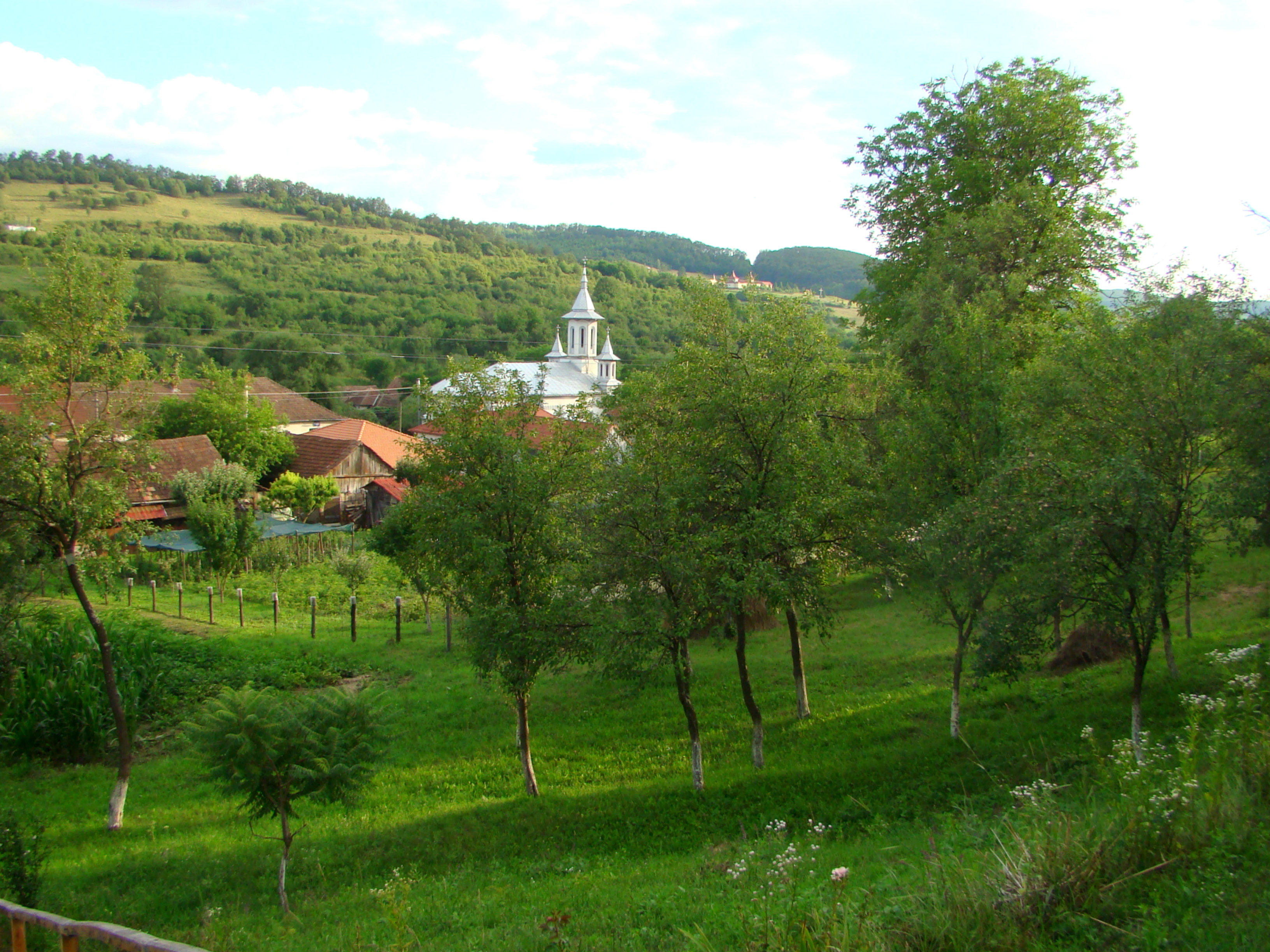
Satul văzut de lângă biserica de lemn
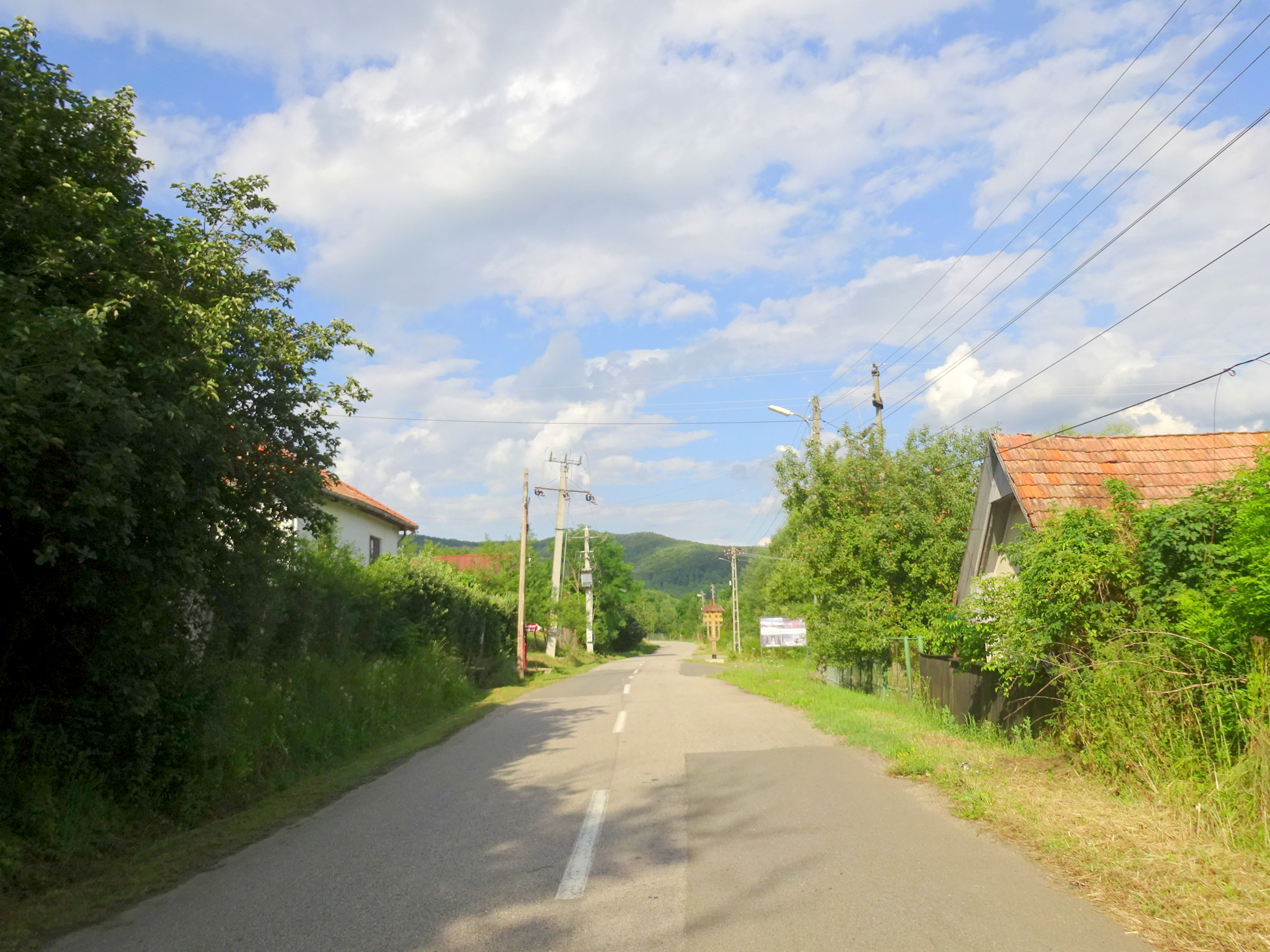
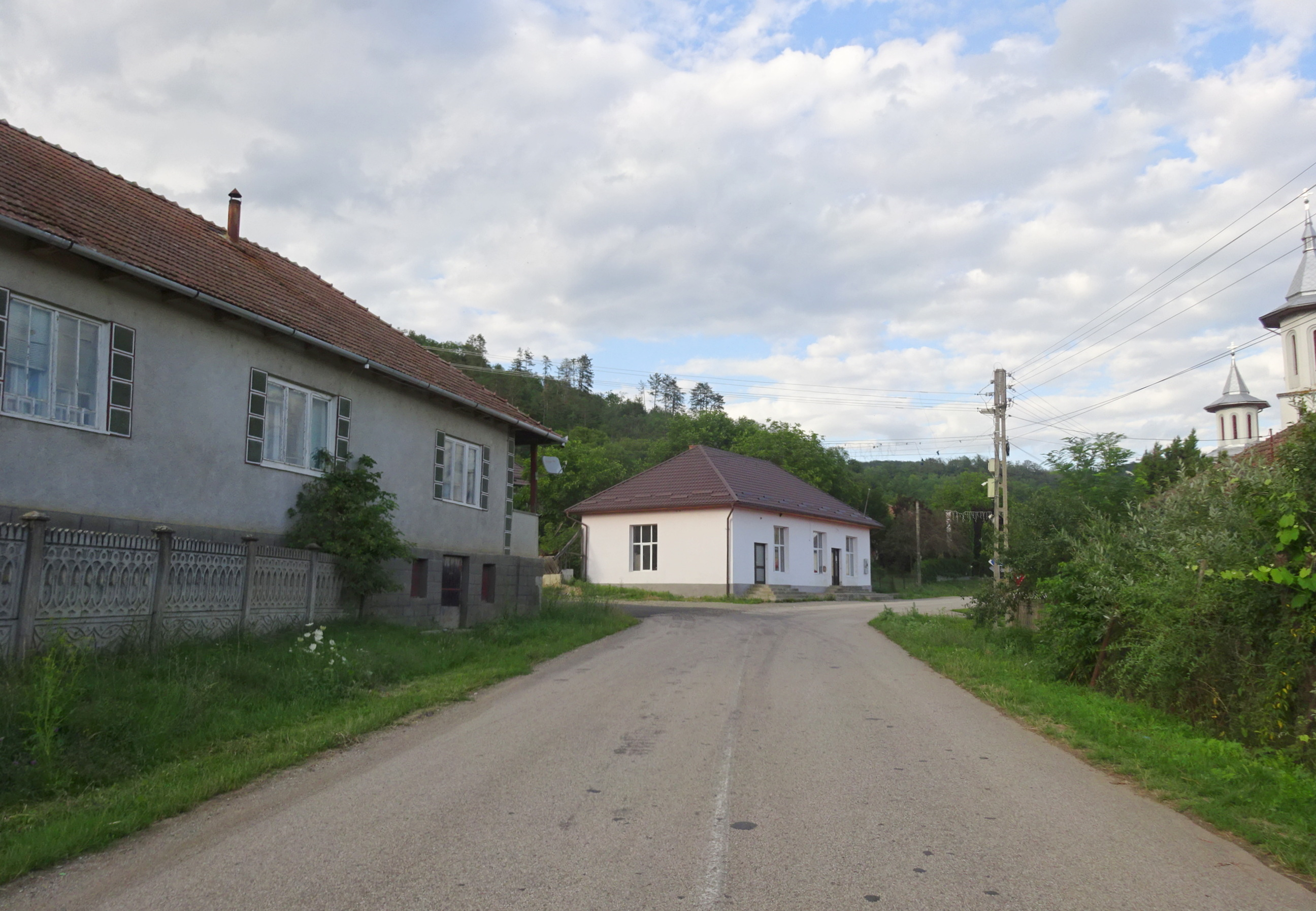
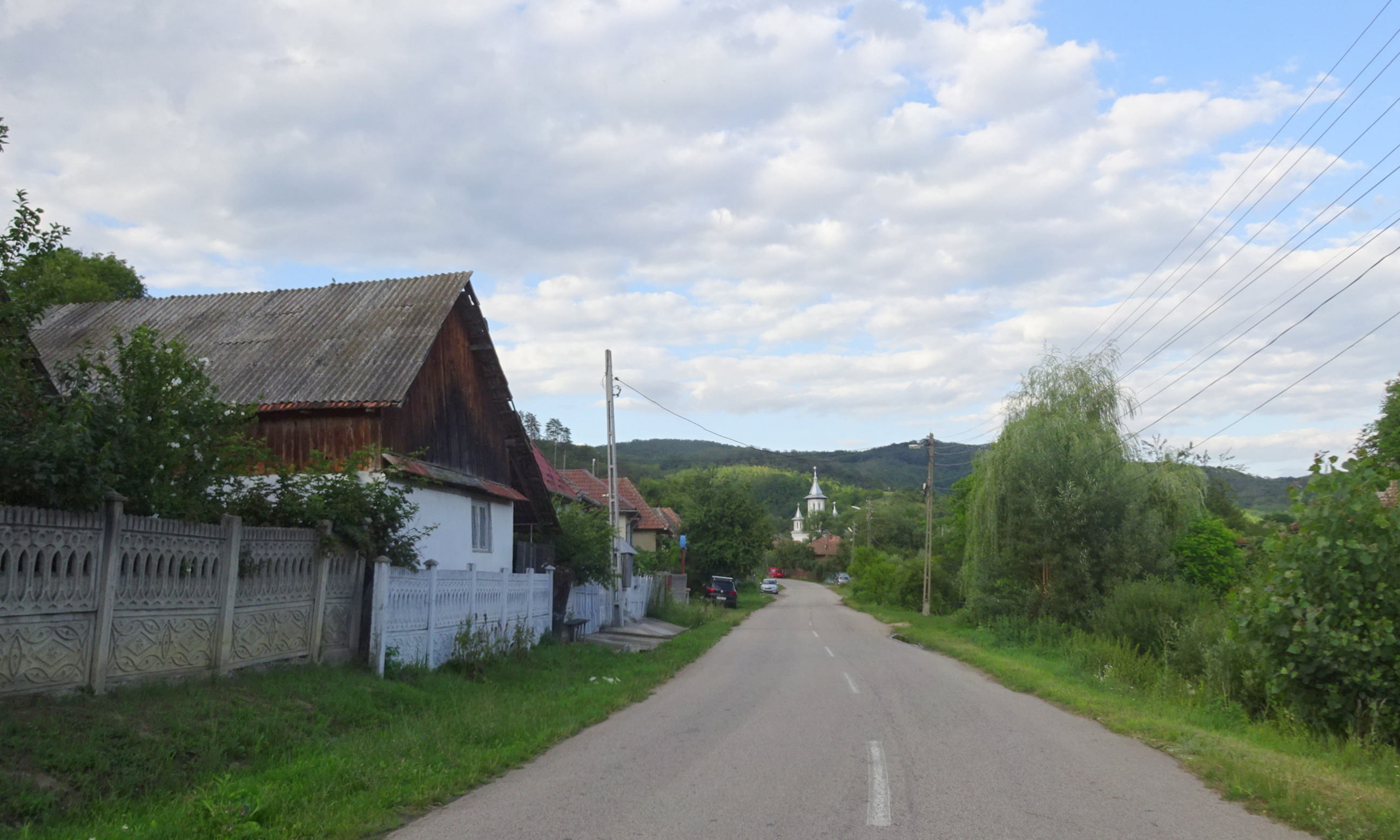
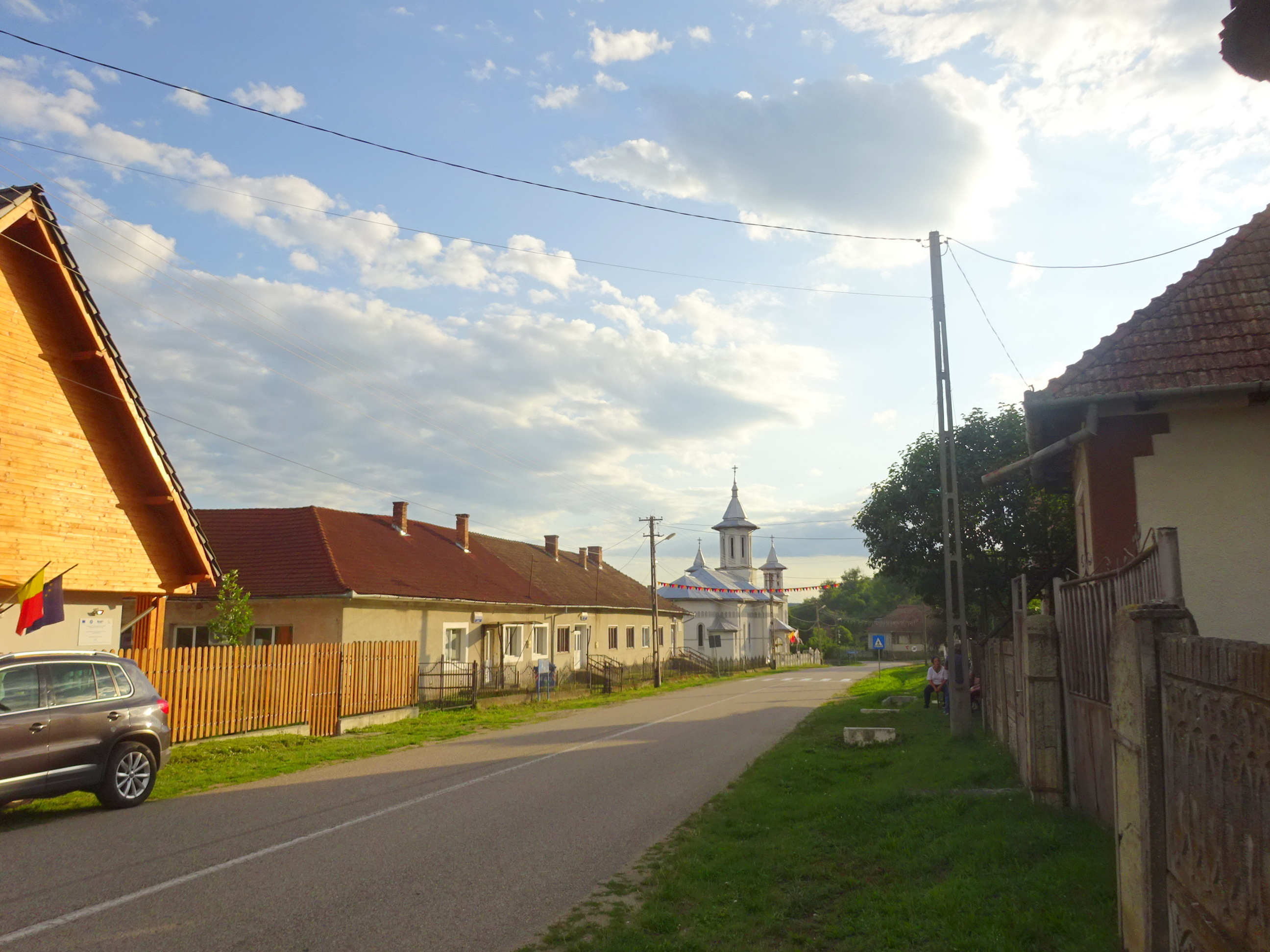